# Kesten Point
Der Kesten Point (englisch; bulgarisch нос Кестен nos Kesten) ist eine teilweise unvereiste Landspitze an der Oskar-II.-Küste des Grahamlands auf der Antarktischen Halbinsel. Am östlichen Ende der Blagoewgrad-Halbinsel liegt sie 4,6 km nördlich des Foyn Point, 9 km östlich des Tikale Peak und 4,55 km südsüdwestlich des Daskot Point auf der Südseite der Einfahrt zur Yamforina Cove. Freigelegt wurde die Landspitze durch das Auseinanderbrechen des Larsen-Schelfeises im Jahr 2002.
Die Kartierung erfolgte im Jahr 2012. Die bulgarische Kommission für Antarktische Geographische Namen benannte sie im selben Jahr nach der Ortschaft Kesten im Süden Bulgariens.